# Kreuzfelsen (Oberpfälzer Wald)
Der Kreuzfelsen ist mit 938 m ü. NHN die höchste Erhebung im deutschen Teil des Oberpfälzer Walds. Auf seinem Gipfel befindet sich eine markante Felsformation und auf dieser ein großes Gipfelkreuz, an dem eine Christusfigur angebracht ist.

## Geographie

### Lage
Der Kreuzfelsen liegt im südlichen Oberpfälzer Wald in einem Bergmassiv, das in der Region in Anlehnung an die unweit vom Gipfel gelegene gleichnamige Ansiedlung Gibacht genannt wird. Er liegt an der sogenannten Glasstraße zwischen Waldmünchen und Furth im Wald im Oberpfälzer Landkreis Cham. Sein höchster Punkt liegt auf der Gemarkung von Furth im Wald etwa 600 m von der deutsch-tschechischen Grenze entfernt. Weitere, im Gibacht die 900 m–Höhenlinie übersteigende Gipfel sind der Tannenriegel (934 m) mit dem 929,7 m hohen Nebengipfel Riegelbaum, der Dreiwappen (mit Pfennigfelsen) (917 m) und das 902 m hohe Reiseck. Die nächstgelegenen Ortschaften sind die Waldmünchener Ortsteile Pucher im Nordwesten und Althütte mit Ortsteil Gibacht im Südwesten sowie Voithenberg, ein Ortsteil von Furth im Wald im Südosten.
Die nächsthöhere Erhebung ist der 3,6 km in etwa nördlicher Richtung in Tschechien gelegene 969 m ü. NHN hohe Dlouhá Skála (deutsch Langenfels), ein Vorgipfel des 1,5 km weiter nordöstlich ebenfalls in Tschechien gelegenen Čerchov (deutsch Schwarzkopf). Dieser ist mit 1042 m ü. NHN zugleich der höchste Berg im Oberpfälzer Wald.
Am Nordosthang des Bergmassivs entspringen mehrere Vorbäche des Ulrichgrünerbachs als Zufluss zur Schwarzach, an der Südwestflanke mehrere Vorbäche des Hüttenbachs und Bogenbachs (später Hühnerbach) und am Südosthang der Ölbrunnbach und mehrere Vorbäche der Kalten Pastritz alle als Zuflüsse zur Chamb.

### Naturräumliche Zuordnung
Der Kreuzfelsen gehört in der naturräumlichen Haupteinheitengruppe Oberpfälzisch-Bayerischer Wald (Nr. 40) zur Haupteinheit Hinterer Oberpfälzer Wald (400).

## Verkehr und Wandern
Von Waldmünchen im Norden oder Furth im Wald im Süden erreicht man den Kreuzfelsen auf der Kreisstraße CHA 40, der man bis nach Althütte folgt. Von hier führt eine Stichstraße zum wenige Häuser großen Ortsteil Gibacht mit Wandererparkplatz am gleichnamigen Berggasthof Gibacht. Von hier ausgehend erschließt der 5 km lange Gibacht-Rundwanderweg den gesamten Bergzug.

## Wintersport
Das Gebiet um den Kreuzfelsen ist für den Wintersport hauptsächlich von Furth im Wald aus erschlossen. So gibt es an der Südostflanke oberhalb des Ortsteils Voithenberg ein kleines Skigebiet mit Liften. Eine größere Bedeutung hat die Bergregion durch das Skilanglaufzentrum Gibacht/Čerchov/Althütte, das mehrere zum Teil grenzüberschreitende Loipen bietet.